# Cathédrale Sainte-Sophie de Londres
Cette  cathédrale ne doit pas être confondue avec une autre cathédrale de Londres.
 D’autres cathédrales portent le nom de cathédrale Sainte-Sophie.
La cathédrale Sainte-Sophie est une église grecque orthodoxe située dans le quartier de Bayswater à Londres.
Elle a été consacrée à la Sainte Sagesse le 5 février 1882 par l'archevêque de Corfou Antonios, et était destinée à la prospère communauté grecque établie à Londres, particulièrement autour de Paddington, Bayswater et Notting Hill.
De nos jours, en plus des offices réguliers du samedi et du dimanche, l'édifice abrite un chœur polyphonique grec, de la musique byzantine et des leçons de danse, ainsi qu'une école où les élèves découvrent l'histoire de la Grèce et la langue grecque.

## Historique

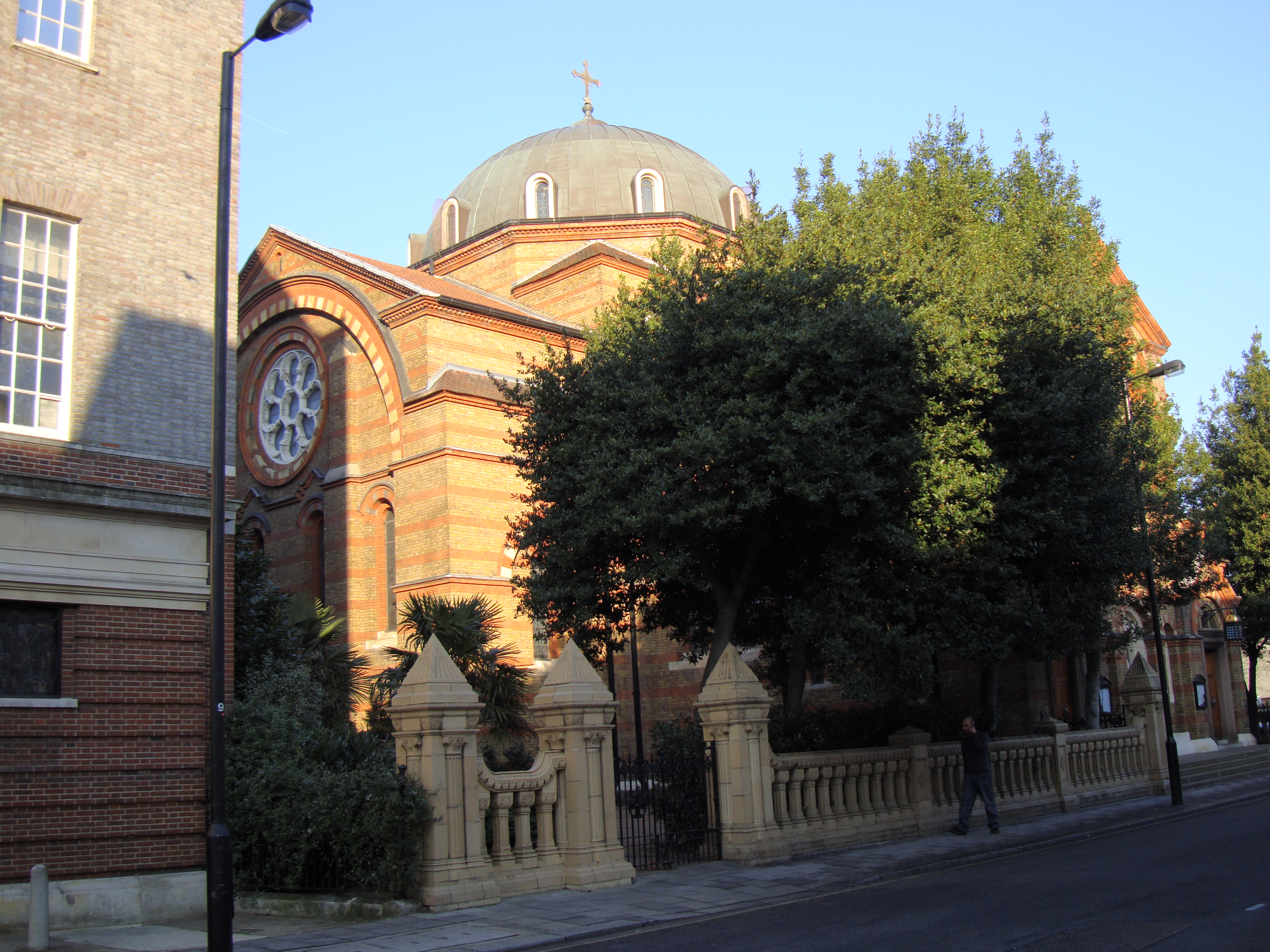
Sainte-Sophie dans Bayswater.

Il s'agit, à Londres, de la troisième église à porter ce nom, les deux précédentes (l'une à Finsbury Square (en) et l'autre au 82 London Wall) étant devenu trop petites pour une communauté orthodoxe agrandie par l'afflux de membres de la diaspora grecque et par les voyageurs empruntant les nombreuses routes commerciales passant par Londres.
La gestion de la construction a été confiée à une commission présidée par Emmanuel Mavrocordato (1830-1909), assisté par Constantinos A lonidis, Sophoclis Constantinidis, Petros P. Rodocanachi, Paraskevas Sechiaris, Demetrios S. Schilizzi (1839-1893) et l'avocat Edwin Freshfield. Les 50 000 livres nécessaires ont été recueillies en 3 ans au sein de la communauté, particulièrement grâce à la participation des riches marchands et banquiers londoniens. la première messe a été célébrée le 1er juin 1879, 18 mois après  la pose de la première pierre. Récemment, un petit musée a ouvert, pour exposer les différents trésors donnés à la cathédrale au XIXe siècle et leur lien avec la communauté grecque.
En 1922, le Patriarcat de Constantinople choisit Sainte-Sophie comme cathédrale pour la Métropole de Thyatire et de Grande-Bretagne dont la province rassemble les Grecs orthodoxes d'Europe occidentale.
Durant la Seconde Guerre mondiale, Londres abrite le Gouvernement grec en exil. Sainte-Sophie devient la cathédrale de la nation grecque. Elle est bombardée durant le Blitz mais depuis totalement restaurée. En 1987, Sainte-Sophie est devenue monument classé de Grade I.

## Architecture

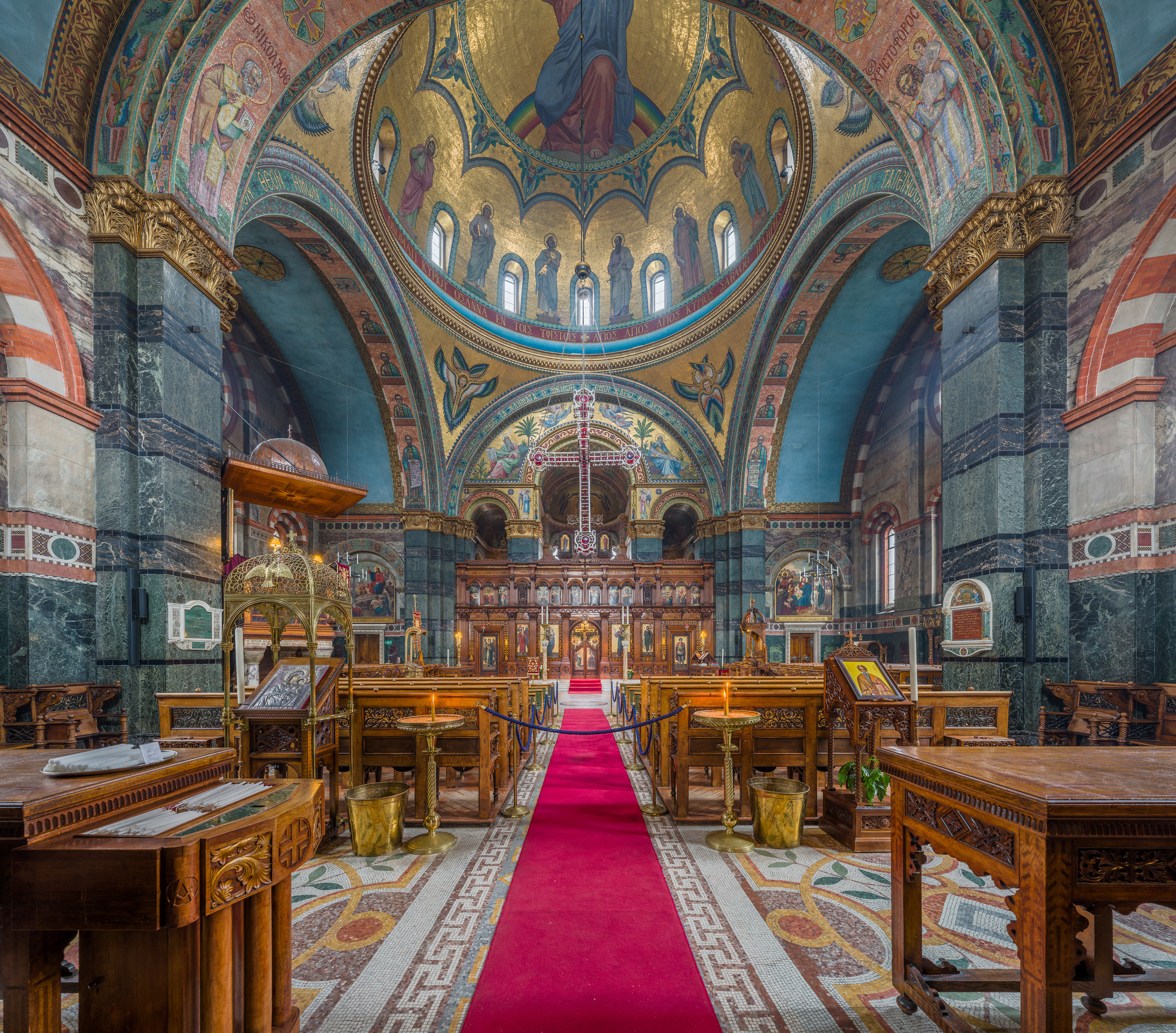
Vue vers l'autel.

Sainte-Sophie est l'œuvre de l'architecte John Oldrid Scott, qui choisit un style byzantin. Scott avait déjà été responsable de la construction de nombreuses églises britanniques, particulièrement la chapelle grecque orthodoxe du cimetière de West Norwood, en 1873.

## Sources
- (en) Cet article est partiellement ou en totalité issu de l’article de Wikipédia en anglais intitulé « St Sophia's Cathedral, London » (voir la liste des auteurs).